# たかぴぃのクリエイターズミッドナイト
『たかぴぃのクリエイターズミッドナイト』は、InterFM897の音楽バラエティ番組。通称『クリ深』（くりしん）。
2020年4月放送開始、2022年3月放送終了。

## 概要
- 音楽・エンタメ業界を応援しリスナーと繋げる！と銘打ち、新型コロナウイルスの感染拡大が深刻化するなか期間限定で実施されたInterFM897夜・深夜時間枠の再編成プロジェクト「Ouch! Together Power of Radio」の第二弾の新番組として2020年4月から放送が始まった。[1]
- メインパーソナリティーは番組の冠名にもなっているボカロPのたかぴぃが担当。ボカロP自身がボカロ文化を中心とした音楽やクリエイターならではのトーク（雑談）を繰り広げるという前代未聞の番組構成だった。
- 当初の放送時間は月曜深夜26:30から27:00までの30分番組で、期間限定放送の予定であったが好評につき番組継続が決定、放送時間も月曜深夜26:00から27:00へと1時間番組として拡大延長された。

## メインパーソナリティー

### たかぴぃ（takapi）
2012年11月『マヤカシ』でボカロPデビュー。
2作目『Creator's Real』が1週間で10万再生を超え、自身初のVOCALOID殿堂入りを果たした。
高品質な楽曲制作、オーケストレーション、モダンなギタープレイに定評がある。
地上波アニメーションの劇伴制作（本名名義）、アーティストや、声優への楽曲提供のほか、各種キャラクターの公式デモソングも多数書き下ろしてしている。
- 番組内でのキメ台詞（口癖）は『進捗どうですか』、『ｱﾘｶﾞﾀﾔｧ』、『今日も元気にクリエイターズリアル』などがある。
- 深夜番組という事もあってか、なんの悪びれもなく際どい発言（大体下ネタ）を放つため、度々修正（ピー音）が入れられる事態が多発した。

## 番組詳細

### 無印（1期）
- 月曜日 26:30 - 27:00　（2020年4月27日 - 2020年5月4日）
- 月曜日 26:00 - 27:00　（2020年5月11日 - 2020年6月29日）

### V2（2期）
- 月曜日 26:00 - 27:00　（2020年7月6日 - 2020年9月28日）
  - レギュラー出演：青山吉能

### V3（3期）
- 月曜日 26:00 - 27:00　（2020年10月5日 - 2020年12月28日）
  - レギュラー出演：小澤のぞみ

### V4（4期）
- 月曜日 26:00 - 27:00　（2021年1月4日 - 2021年3月29日）
  - レギュラー出演：小澤のぞみ

### V5（5期）
- 月曜日 26:30 - 27:00　（2021年4月5日 - 2021年6月28日）
  - レギュラー出演：bob（イラストレーター）

### V6（6期）
- 月曜日 26:30 - 27:00　（2021年7月5日 - 2021年9月27日）
  - レギュラー出演：bob（イラストレーター）

### V7（7期）
- 月曜日 26:30 - 27:00　（2021年10月4日 - 2021年12月27日）
  - レギュラー出演：bob（イラストレーター）

### V8（8期）
- 月曜日 26:30 - 27:00　（2022年1月3日 - 2022年3月28日）
  - レギュラー出演：あ子（ボカロP）

## 各コーナー詳細

### 編集中
- 編集中

## 番組楽曲

### テーマソング
- 脳汁どばどば 2022 たかぴぃ feat.初音ミク